# Надзвуковий літак
Надзвуковий літак — літак, який може літати зі швидкістю, більшою за 1200 км/год (що становить приблизно швидкість звуку). 
На початку 1940-х pоків винищувачі з поршневими двигунами і пропелером при крутому пікіруванні досягали швидкості майже 1000 км/год. У ці моменти пілоти відчували сильну вібрацію і трясіння: це могло відірвати крила від фюзеляжу. Вчені збагнули, що ці явища спричинені наближенням швидкості літака до швидкості звуку.

## Звуковий бар'єр
Під час польоту літак збурює навколо себе повітря і створює шум та хвилі тиску, що поширюються навсібіч зі швидкістю звуку. Коли літак досягне звукової швидкості, звук уже не зможе випередити його. Звукові хвилі створюють перед літаком шар повітря з великою густиною, який називають ударною хвилею. При швидкостях польоту, близьких до швидкості звуку, відбувається різке збільшення опору повітря, і змінюються характеристики стійкості літака. При надзвукових швидкостях літак залишає за собою шлейф ударних хвиль. Коли фронт цих хвиль, що являє собою щільно стиснутий шар повітря, досягає землі, він сприймається як глухий вибух (звуковий удар).

## Число Маха
Швидкість звуку в повітрі залежить здебільшого від його температури, а також тиску і вологості. Температура змінюється від 35 °С біля поверхні Землі до -55 °С високо у стратосфері, тому швидкість, яку має розвинути літак, щоб подолати швидкість звуку, залежить від місцевих умов польоту. Число Маха (M) дорівнює відношенню швидкості польоту до місцевої швидкості звуку. Біля поверхні Землі швидкість звука дорівнює 1240 км/год, а на висоті 13 000 м вона стає дещо меншою: 1060 км/год. Будь-яка швидкість при М > 1 є надзвуковою.

## Розвиток швидкості
Дозвуковими вважаються швидкості з М = 0,8 — це відповідає швидкості звичайного реактивного лайнера. Білязвуковими вважають швидкості з числами Маха від 0,8 до 1,2. Гіперзвукові швидкості мають М = 5. Літак «Конкорд» і реактивні винищувачі належать до надзвукових; американські космічні човники входять у земну атмосферу на гіперзвуковій швидкості з М = 20.
28 липня 2025 року компанія GE Aerospace оприлюднила відео з концепцією гіперзвукового літака, оснащеного двоконтурним прямотоковим детонаційним двигуном (DMRJ) власної розробки. Цей двигун потенційно здатен розганяти літак до швидкості понад М = 10, що суттєво перевищує можливості традиційних реактивних двигунів. Універсальність DMRJ дозволяє працювати у широкому діапазоні швидкостей, від субзвукових до гіперзвукових.

## Крила надзвукових літаків
Між 1940 роком і кінцем XX ст. швидкості найшвидкісніших літаків зросли більш ніж у 6 разів. Першим літальним апаратом, що подолав звуковий бар’єр у 1947 pоці, був літак-ракета Bell X-1. Перші ж надзвукові польоти дали вченим багато інформації, що дало їм змогу створити ще швидкісніші літаки. У подальших розробках крила відхилялися назад, як у наконечників стріли, поки з’єдналися біля хвоста, утворивши єдину площину. Таке крило назвали трикутним; воно надавало літаку більшої обтічності. Крім того, трикутне крило краще поводилося в ударній хвилі і допомагало долати звуковий бар’єр з мінімальною вібрацією.
Деякі надзвукові літаки оснащені крилами, які можуть змінювати стрілоподібність. Кожне з них шарнірно кріпиться на фюзеляжі. Під час зльоту і посадки крила установлюються перпендикулярно до корпусу, щоб забезпечити максимальну підіймальну силу. У горизонтальному польоті вони відходять назад, утворюючи обтічне трикутне крило.

## Літаки-рекордсмени
Найшвидкіснішим повітряним засобом з несучими крилами був літак із ракетним двигуном «Белл Х-15», створений у 1959 році.  У 1967 році він досяг швидкості з М = 6,72. Цей рекорд досі не перевершено, тому що гонку за встановлення рекордів зі швидкості польоту припинено. Найшвидшим реактивним літаком вважається Lockheed SR-71 Blackbird, що розроблявся як літак-розвідник. У 1971 році він здійснив політ зі швидкістю М = 3,3. Після того як літак вивели зі складу ВПС, він використовується для наукових досліджень верхніх шарів атмосфери.

## Майбутні сподівання
«Конкорд» та Ту-144 залишилися єдиними пасажирськими надзвуковими літаками. Прибутки від продажу квитків на нього надто малі, щоб покрити витрати на розробку і будівництво. Існують проєкти, наприклад гіперзвукового пасажирського літака компанії Boeing, який здатний розвивати швидкість понад 6000 км/год., витрачаючи на переліт через Атлантичний океан приблизно дві години, а Тихого - три. Також Boom Technology планує вивести на ринок свою розробку — надзвуковий пасажирський літак Boom Overture.

### XB-1 Baby Boom
Проєкт XB-1 Baby Boom — це зменшений у масштабі прототип-демонстратор, який призначений для відпрацювання технологій, необхідних для подальшої розробки повноцінного надзвукового пасажирського літака Boom Overture, який готується до трансокеанських подорожей у 2029 році. Корпус з вуглецевого волокна для демонстратора XB-1 поставила голландська компанія Ten Cate. Іншими компаніями, які долучені до розробки XB-1, є General Electric (двигуни), Honeywell (авіоніка) і Blue Force (композитні конструкції). XB-1 оснащений трьома двигунами General Electric J85, які також використовуються на легких винищувачах Northrop F-5 Freedom Fighter. Розміри випробувального літака довжиною 21 м відповідають третині фактичного розміру майбутнього пасажирського Boom Overture. Літак Overture буде призначений для перевезення 65–88 пасажирів на відстань 8400 км з надзвуковою швидкістю 2,2 Маха. Baby Boom розроблений у співпраці з компанією Virgin Galactic The Spaceship Company (США). Вперше його макет був показаний 15 листопада 2016 року.
30 серпня 2023 року, за повідомленням видання Robb Report, надзвуковий реактивний літак XB-1 Baby Boom може злетіти зовсім скоро. Він наближається до завершальних етапів наземних випробувань і має намір завершити свій перший тестовий політ до кінця 2023 року.

### Yunxing
В жовтні 2024 року китайська компанія Space Transportation успішно провела випробування прототипу майбутнього надзвукового пасажирського літака під назвою Yunxing, який зможе літати в 4 рази швидше за швидкість звуку. Коли буде створена повнорозмірна версія цього літака, він зможе набрати швидкість 4900 км/год. Таким чином переліт між Пекіном і Нью-Йорком, згідно із заявою компанії, займе всього 2 год., в той час коли в даний час такий політ займає приблизно 15,5 год. Прототип майбутнього надзвукового літака Yunxing може злітати та приземлятися вертикально і літати на висоті до 20 000 м.

## Інтернет-ресурси
- Чому найшвидший літак у світі був знищений?